# Thich Nhat Hanh
Thich Nhat Hanh (vietnamsky Thích Nhất Hạnh, narozen jako Nguyễn Xuân Bảo, 11. října 1926, Hue – 22. ledna 2022, Hue) byl vietnamský buddhistický mnich a mírový aktivista. V šestnácti letech se stal mnichem. Jeho školení bylo zenové. V roce 1960 odjel do Spojených států, aby studoval religionistiku na Kolumbijské univerzitě, ale v roce 1963 se vrátil do Vietnamu, aby se zapojil do mírového hnutí založeného na Gándhího zásadách, které chtělo zabránit Vietnamské válce. V roce 1964 ve Vietnamu založil školu sociálních služeb, později založil nakladatelství La Boi Press, a také buddhistický Řád soubytí (v USA známý jako Order of interbeing). V roce 1966 se vydal na přednáškové turné po Spojených státech. Setkal se i s Martinem Lutherem Kingem, který jím byl velmi inspirován. Setkal se i s několika americkými politiky, včetně ministra obrany Roberta McNamary. Poté zamířil do Evropy, kde jednal mj. s papežem Pavlem VI. V roce 1973 mu komunistická vláda nedala povolení k návratu do Vietnamu. Založil poté malou komunitu kousek od Paříže zvanou "Švestková vesnice". Další středisko založil v roce 1982 u Bordeaux. Do Vietnamu se mohl podívat až roku 2005. Založil koncepci tzv. angažovaného buddhismu. Krom mírového aktivismu byl také bojovníkem za práva zvířat a vegetariánství. Napsal více než sto knih. 

## Publikace

### Česky
- Thich Nhat Hanh, Živý Buddha, živý Kristus, Pragma, 1996, ISBN 80-7205-053-2
- Thich Nhat Hanh, Cesta k plnému vědomí a uvedení do metody meditace v chůzi, Pragma 1999, ISBN 80-7205-676-X [orig: Peace is Every Step]
- Thich Nhat Hanh, O lásce Grada/Alferia, 2020, ISBN 978-80-271-2184-7
- Thich Nhat Hanh, Štěstí. Co pro ně můžeme udělat, Grada/Alferia, 2019, ISBN 978-80-271-0893-0
- Thich Nhat Hanh, Bez bahna lotos nevykvete. Umění transformovat utrpení, Grada/Alferia, 2019, ISBN 978-80-271-0894-7
- Thich Nhat Hanh, Cesta osvobození. Dvacet jedna dní v plné přítomnosti Grada/Alferia, 2019, ISBN 978-80-271-2186-1
- Thich Nhat Hanh, O věrnosti, Grada/Alferia, 2021, ISBN 978-80-271-2185-4
- Thich Nhat Hanh, Vědomě jíst, vědomě žít, Fontána 2019, ISBN 978-80-7336-981-1
- Thich Nhat Hanh, Nic nekončí, nic neumírá, Metafora, 2014, ISBN 978-80-7359-405-3
- Thich Nhat Hanh, Strach: Základní průvodce, jak přežít bouři, Pragma 2020, ISBN 978-80-7617-876-2
- Thich Nhat Hanh, Úsilí: Hledání radosti a smyslu v práci, Knižní klub 2015, ISBN 978-80-242-4656-7
- Thich Nhat Hanh, Umění sdílet, BETA Dobrovský 2015, ISBN 978-80-7306-615-4
- Thich Nhat Hanh, Umění žít, Omega 2019, ISBN 978-80-7390-818-8
- Thich Nhat Hanh, Usmíření – Jak uzdravit své vnitřní dítě, Anag 2015, ISBN 978-80-7263-949-6
- Thich Nhat Hanh, Jsme tady a teď – Objevte kouzlo přítomného okamžiku, Anag 2015, ISBN 978-80-7263-935-9
- Thich Nhat Hanh, Skutečná láska: Probuďme své srdce, Metafora 2015, ISBN 978-80-7359-439-8 [originál: Vivre en plaine conscience]
- Thich Nhat Hanh, Dopis z lásky: Láskyplný vzkaz Matce Zemi od jejích dětí, Metafora 2014, ISBN 978-80-7359-406-0
- Thich Nhat Hanh, Každý dech znamená pokoj: Praktický průvodce každodenním životem, Knižní klub 2014, ISBN 978-80-242-4478-5
- Thich Nhat Hanh, Ticho: Síla ticha ve světě plném hluku, Fontána 2017, ISBN 978-80-7336-874-6
- Thich Nhat Hanh, Mír v nás, CAD Press 2012, ISBN 978-80-88969-55-6
- Thích Nhất Hạnh, Zen a umění zachránit planetu, Grada 2023, ISBN 978-80-271-3649-0[6]